# Lepismium houlletianum
A Lepismium houlletianum egy epifita kaktuszfaj, mely fűrészes hajtáséleivel összetéveszthetetlen megjelenésű. Gyakran nevelik függőkosarakban könnyű kezelhetősége miatt.

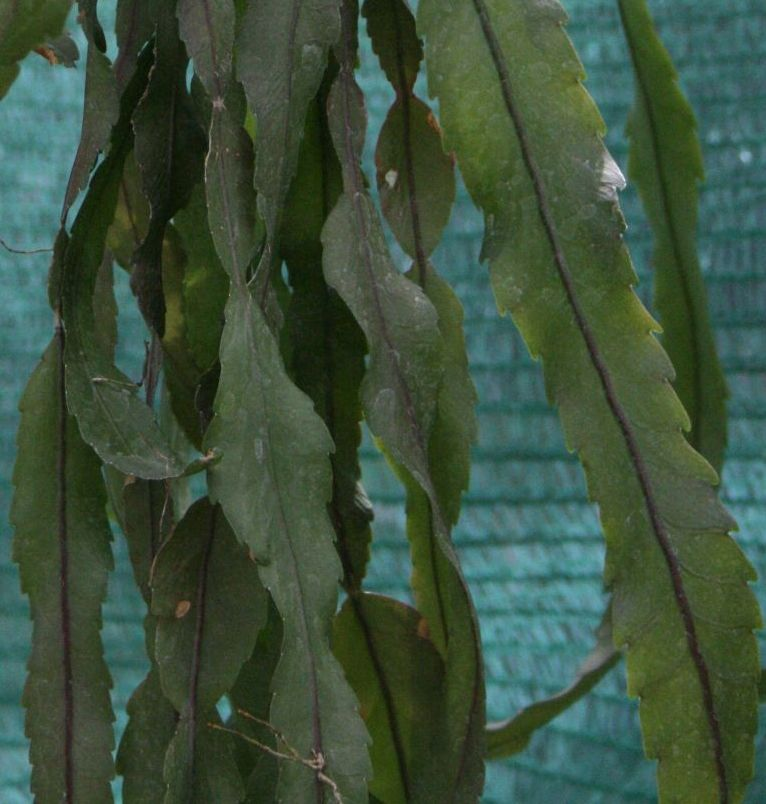
Lepismium houlletianum

## Elterjedése és élőhelye
Brazília: Minas Gerais, Espirito Santo (kérdéses), Rio de Janeiro, Sao Paulo, Parana, Santa Catarina, Rio Grande do Sul; Argentína: Misiones. Erdei epifiton, a tengerszinttől 1900 m tengerszint feletti magasságig.

## Jellemzői
A növény 1–2 m hosszú lecsüngő bokrot alkot, terebélyes termetű. Ágai laposak és keskenyek: 10–50 mm szélesek, tövük igen keskeny lehet. Szélük erőteljesen fogazott. Virágai harang alakúak, közepük vörös, a szegmensek élein egyesével jelennek meg. A szirmok halvány sárgák. A pericarpium 4-5 bordával tagolt. Termése nem bordázott, vörös, 5–6 mm átmérőjű.

## Rokonsági viszonyai és változatai
A Houlletia subgenus tagja.
- Lepismium houlletianum f. regnelii (G.A. Lindberg) Süpplie (1993) alak (Brazília: Minas Gerais, Caldas) virága krémsárga, porzószálai vöröses árnyalatúak.